# ایستگاه متروی پارک ومبلی
ایستگاه پارک ومبلی
یک ایستگاه از خط بیکرلو و از خطوط متروی لندن است.که در نزدیکی پارک ومبلی قرار دارد و در ۲ اوت ۱۸۸۰ افتتاح شده‌است.

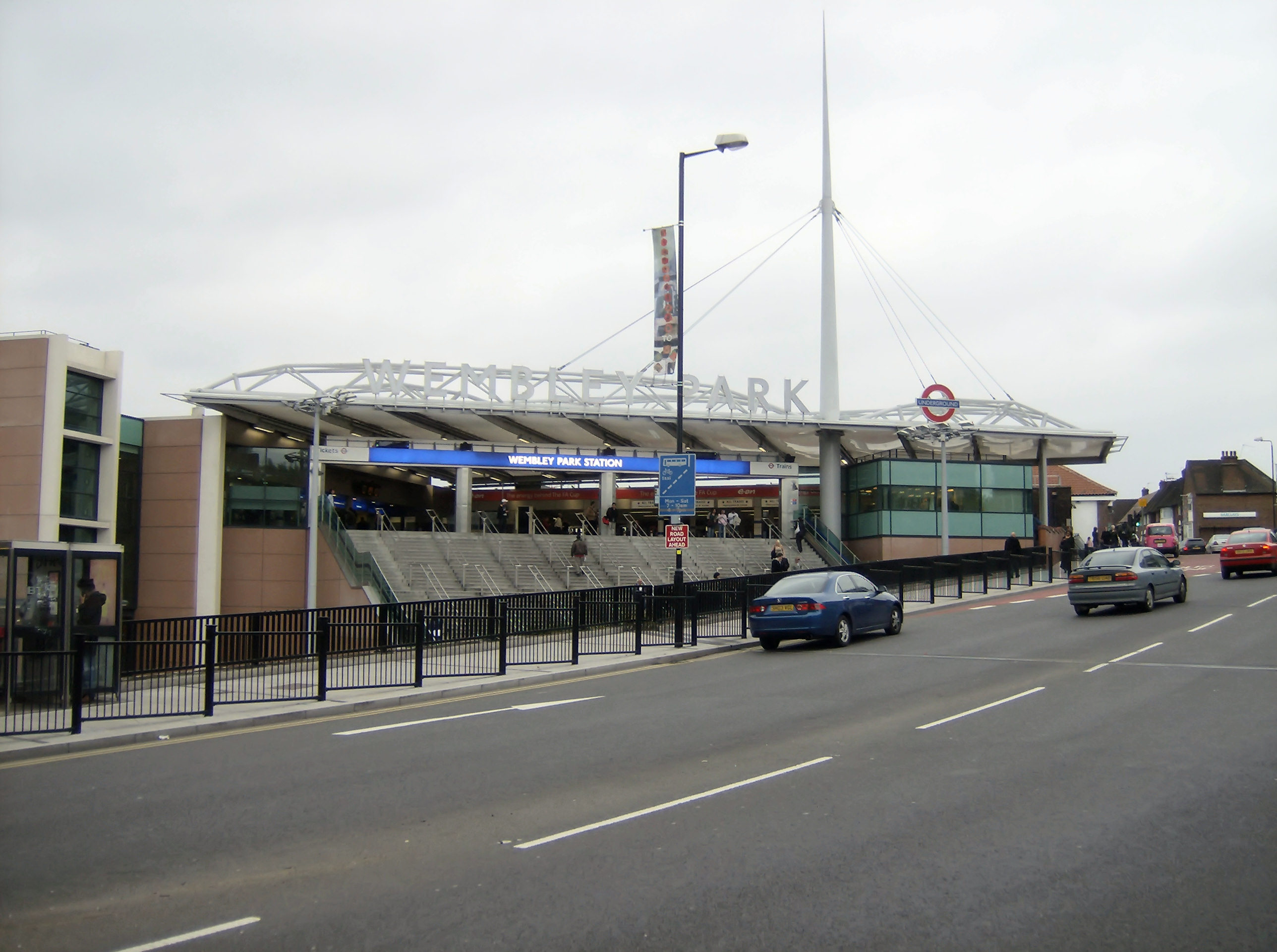
پارک ومبلی

## نگارخانه

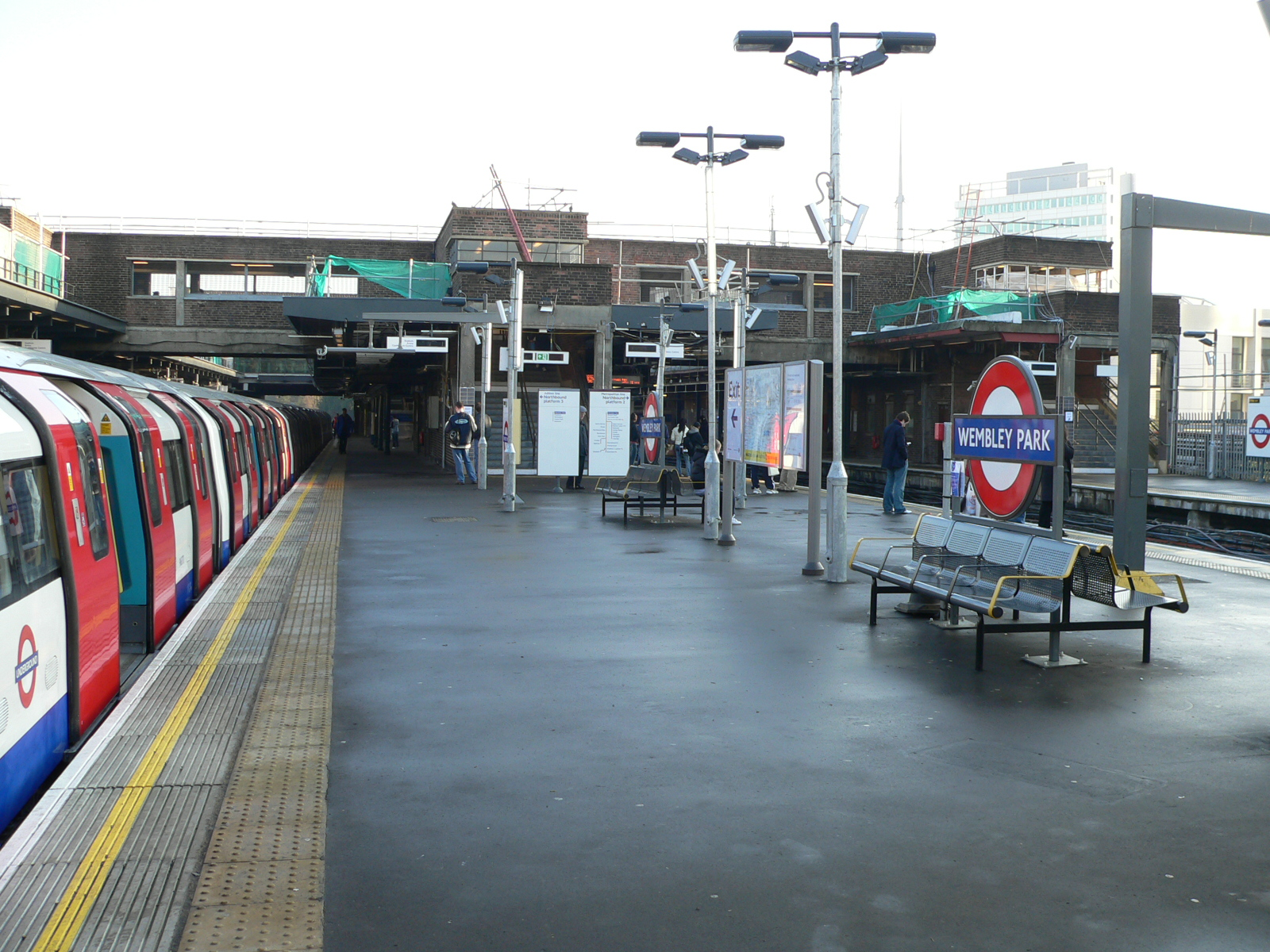
Wembley Park
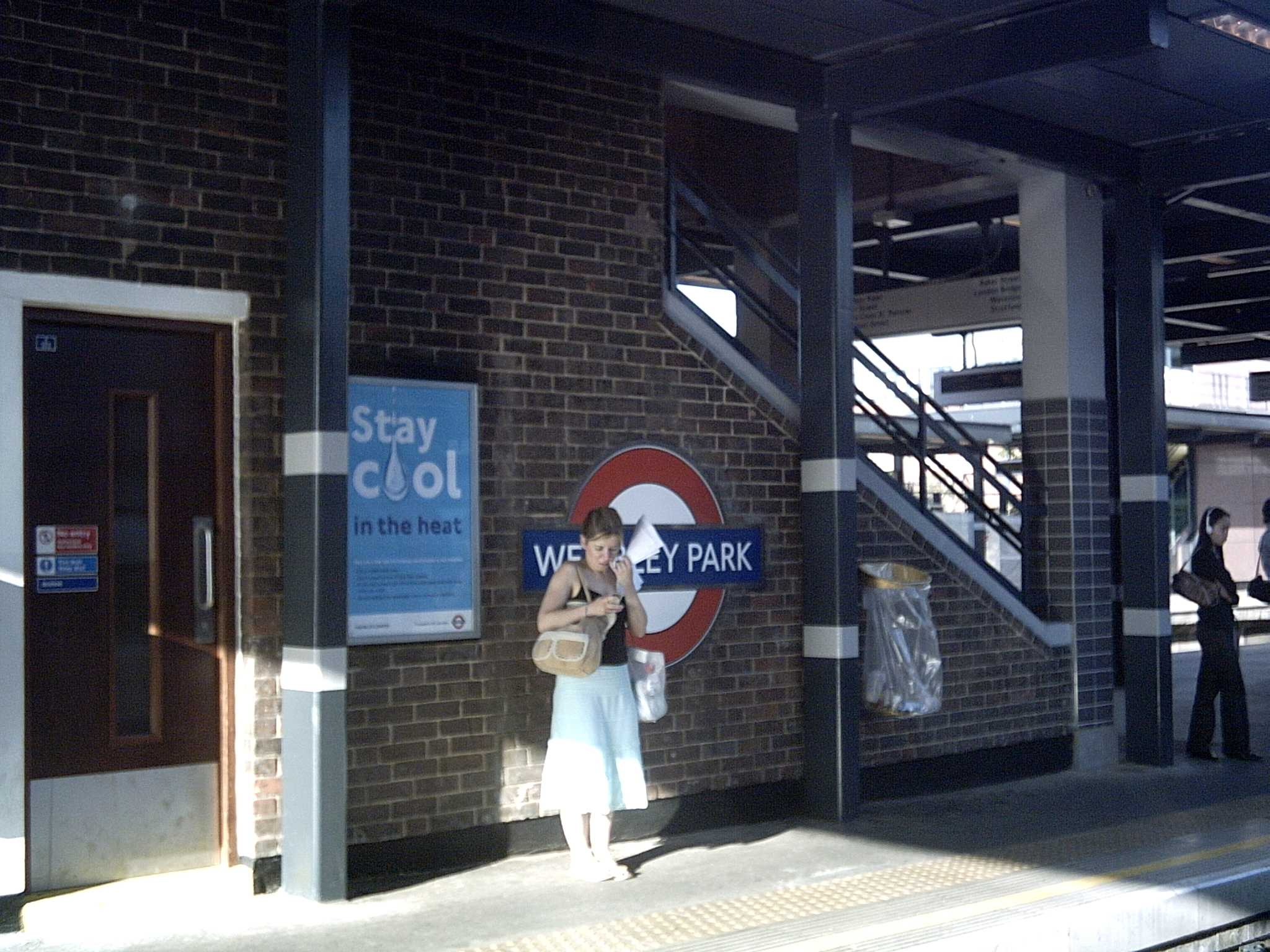
Station platform from a northbound Jubilee Line train
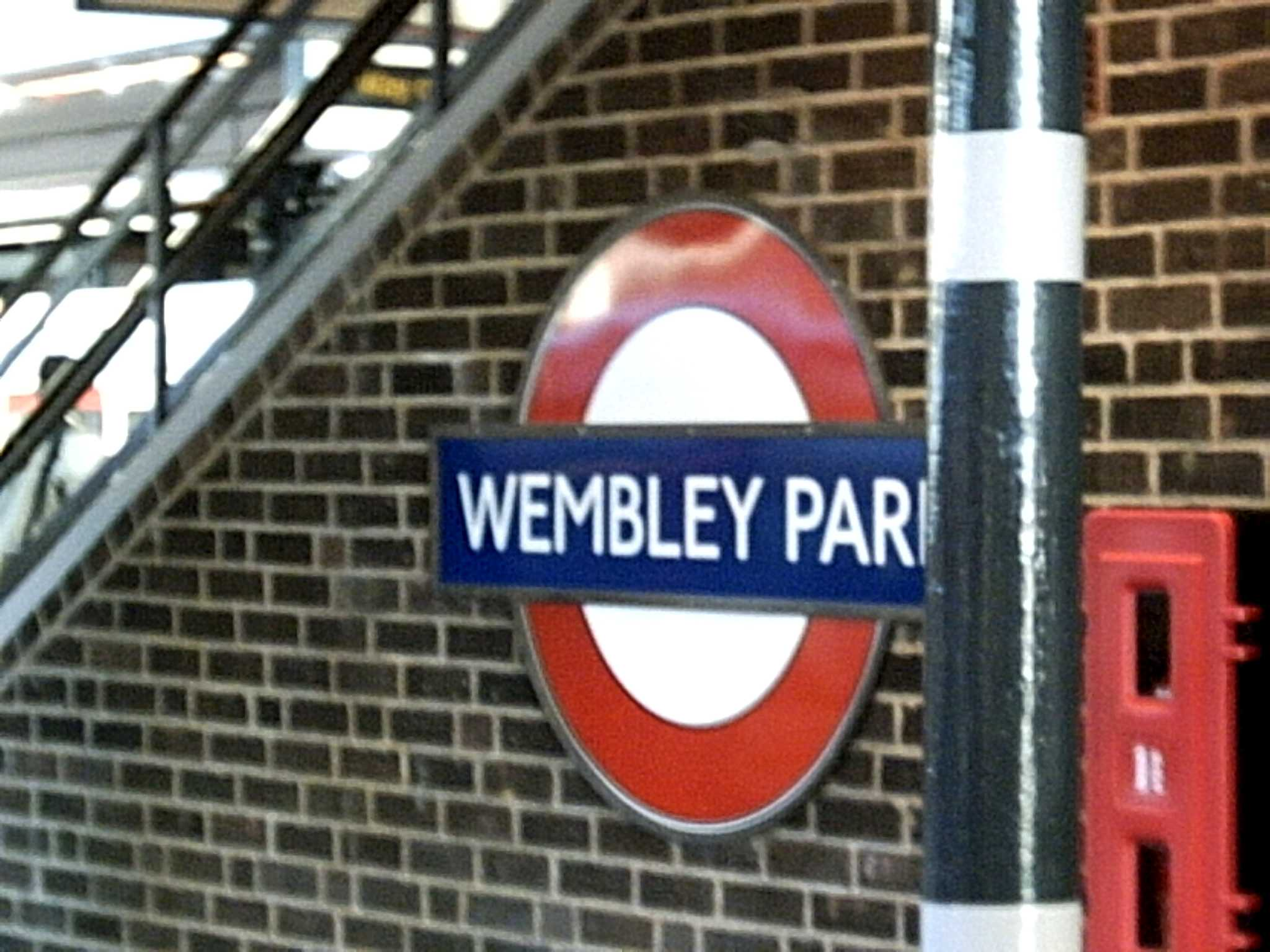
Station platform from a northbound Jubilee Line train
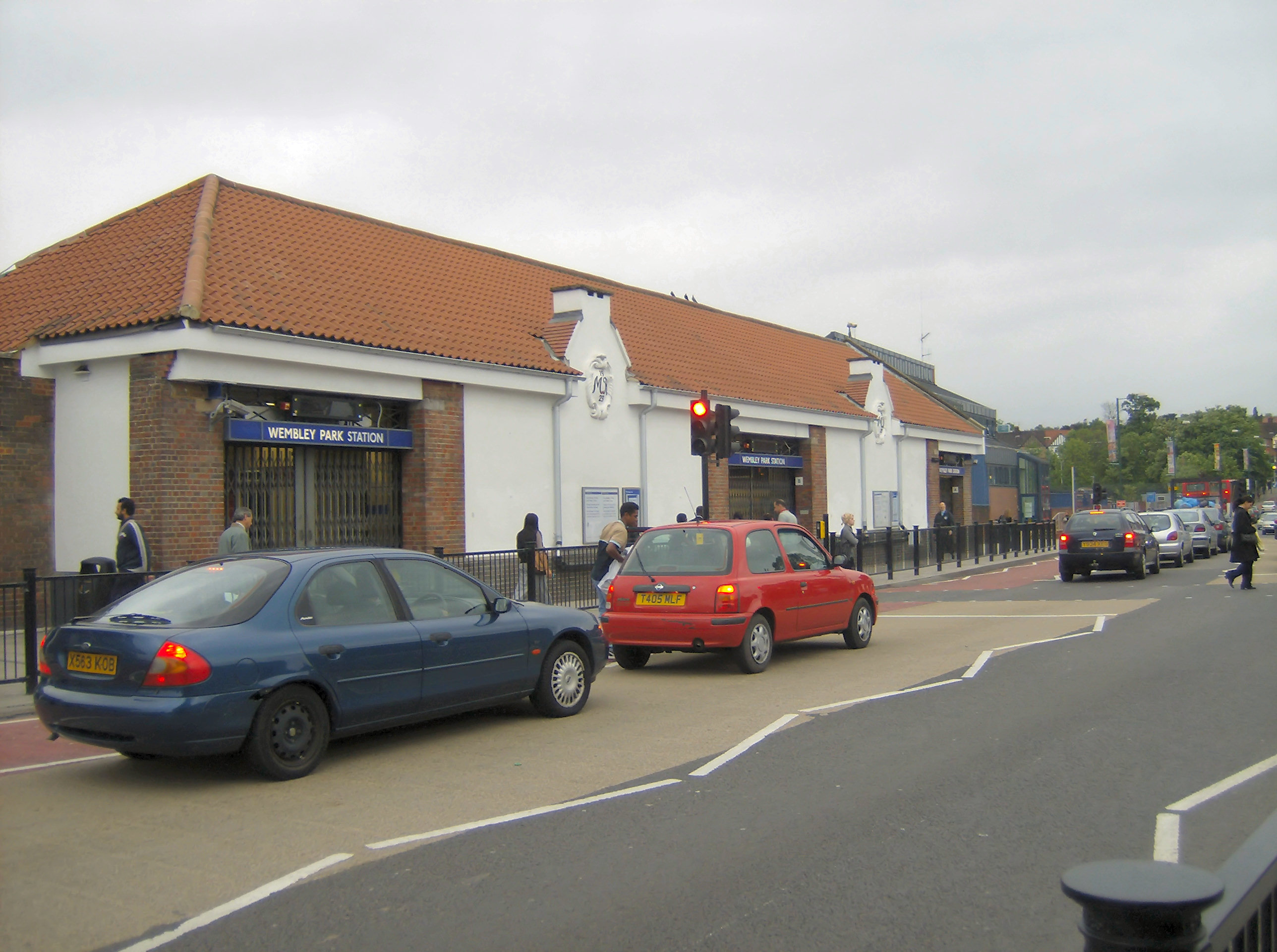
Old station building
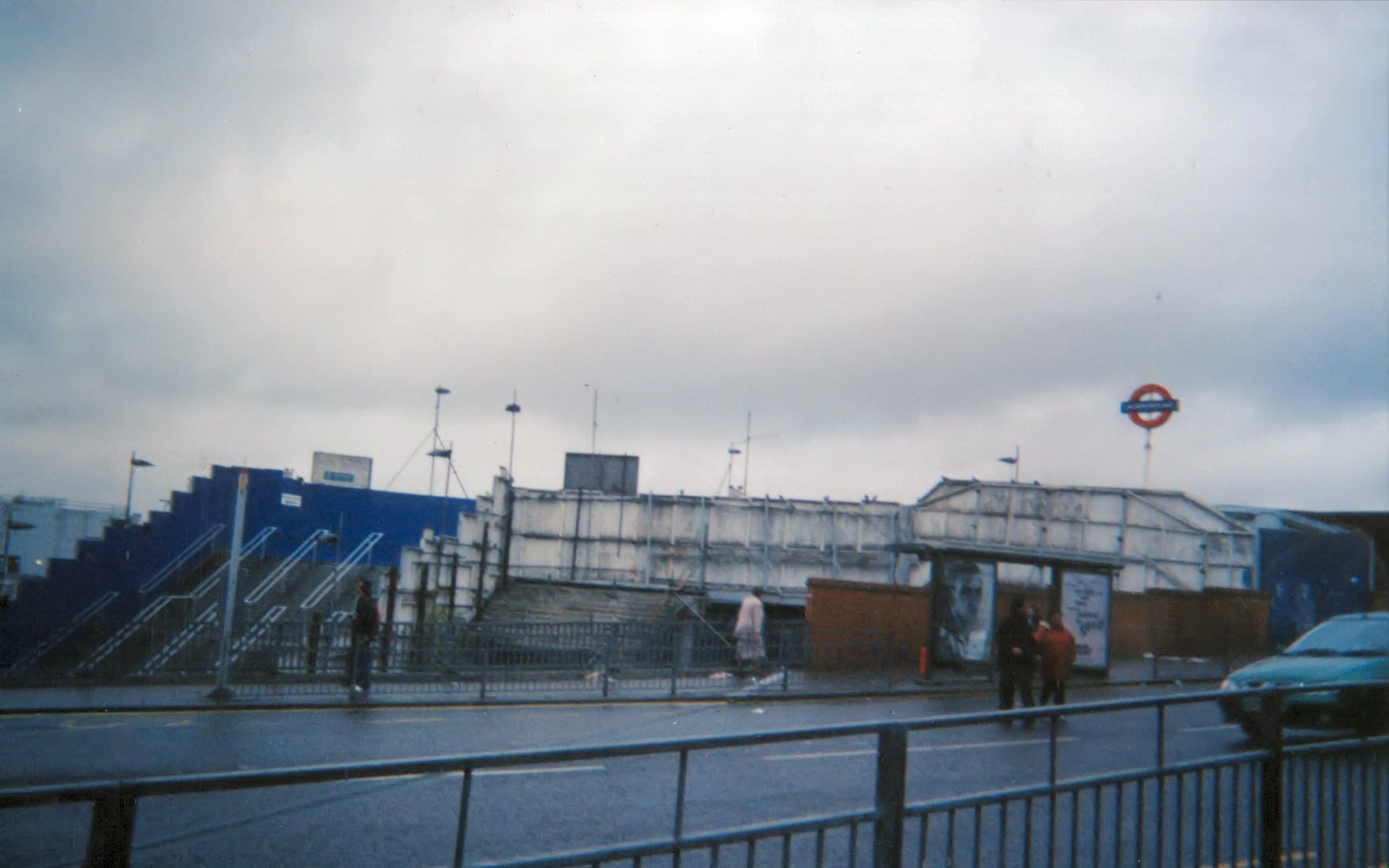
Old 1996 extension, used until 2004
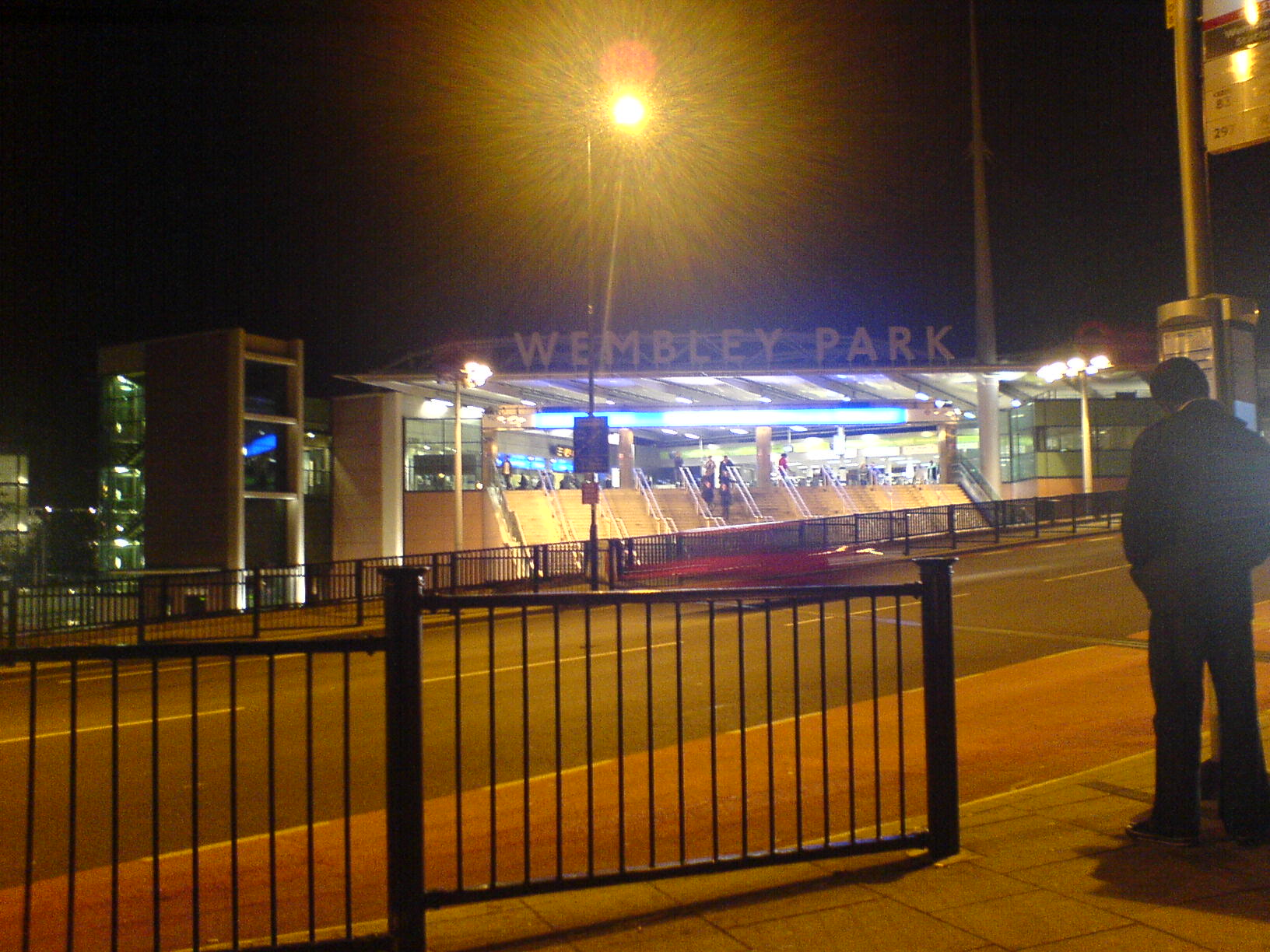
Wembley Park Station, viewed from across the street at night